# Natalia Suárez Ortiz de Zárate
Natalia Suárez Ortiz de Zárate (Vitoria, 1994) es una artista española.

## Biografía
Graduada en Arte por la Universidad del País Vasco y Máster de Pintura en esta misma universidad. En 2018 recibió la beca de producción artística de la Diputación de Bizkaia, y participó en el programa de residencias de Tabakalera en San Sebastián.
Desde 2022 gestiona el espacio KAMPAI en el barrio de Rekalde en Bilbao, convertirlo en un lugar ensayo, creación y muestra. 

## Estilo artístico
Su trabajo se centra en la pintura, aunque también explora el mundo de las artes escénicas dentro de la compañía Tripak.

### Jade
El título hace referencia al distintivo color verde de la roca del mismo nombre, que ha estado muy presente en las paletas tonales de la artista recientemente. También es un título trivial, que permite al espectador tomarse la libertad de completarlo con su propia interpretación de las piezas. En todas las obras expuestas en «JADE» hay una reivindicación natural de la pintura contemporánea, basada en el lenguaje del mismo medio, y no como un acto realizado conscientemente, sino como expresión del mundo interior. 

### Dientes de leche
Presenta una serie de pinturas al óleo y dibujos a lápiz de diferentes formatos, realizados desde la cuarentena hasta 2022 y con los que continúa trabajando. Tras realizar un impasse en el mundo de la pintura, comenzó a dibujar, para después retomar la pintura con una sensación de novedad

### Adelantar la barbilla y medir el horizonte
En la instalación hay una exploración profunda de la adaptabilidad del lenguaje pictórico, donde la versatilidad y mayor exigencia de la pintura al óleo contrasta y convive con la sencillez y precisión del dibujo, ya sea a lápiz o a tinta. Se nos devuelve una mirada que se ha vuelto hacia dentro y abre paso a una extraña idea de acción desinteresada, pero que sostiene una violencia latente, a punto de estallar; un doble en la sombra. Natalia Suárez toma imágenes dormidas, no sabemos bien de donde, para nombrar y dirigir estas sombras inflamadas que aparecen a lo largo de los lienzos.

## Obra en museos
- ARTIUM. Venir al mundo (2024)[12]

## Exposiciones
Individuales: 
- "Adelantar la barbilla y medir el horizonte" Bombon (Barcelona, 2024)
- “Aterrizo, anochece”, en ANTI Liburudenda (Bilbao, 2024)
- “Jade”, en la Fundación BilbaoArte (Bilbao, 2022)
- “DIENTE DE LECHE”, Centro Cultural Montehermoso (Vitoria-Gasteiz, 2022)
- “AI, PUNA”, en Sala Rekalde (Bilbao, 2020).

Colectivas:
- “B.A.C.E. Project”, en FILET Space (Londres, 2023)
- “DRAGÓN DE CUATRO CABEZAS”, en Galería Herrero de Tejada (Madrid, 2023)
- “Hamairu”,TABAKALERA (Donosti, 2022)
- “KOKO NI”, en 3331 Chioda Art (Tokyo, 2022)
- “ESTUDIOTIKAT”, en TABAKALERA (Donosti, 2021)
- “ITZULI BARIK en Kulturate (Mondragón, 2019)
- XVIAMP “Markak”, en Okela Sormen Lantegia (Bilbao, 2018).

Residencias artísticas:
- JOSHIBI University of Art and Design (Tokyo, 2022)
- BilbaoArte (Bilbao, 2021)
- Artist in Residence Sandnes (Noruega, 2019)
- TABAKALERA -Centro Internacional de Cultura Contemporánea (Donosti, 2018)

Becas:
- 2023 Beca del Gobierno Vasco
- 2022 Beca "Barriek" de la Diputación Foral de Bizkaia [13]

## Premios y reconocimientos
- 2021 - Tercer premio Ertibil Bizkaia.[14]
- 2019 - Seleccionada en el certamen Ertibil.[15]